# Javorník (district de Jeseník)
Pour les articles homonymes, voir Javornik.
Javorník (en allemand : Jauernig) est une ville du district de Jeseník, dans la région d'Olomouc, en République tchèque. Sa population s'élevait à 2 574 habitants en 2025.

## Géographie
Javorník se trouve près de la frontière avec la Pologne, à 24 km au nord-ouest de Jeseník, à 91 km au nord-nord-ouest d'Olomouc et à 186 km à l'est-nord-est de Prague.

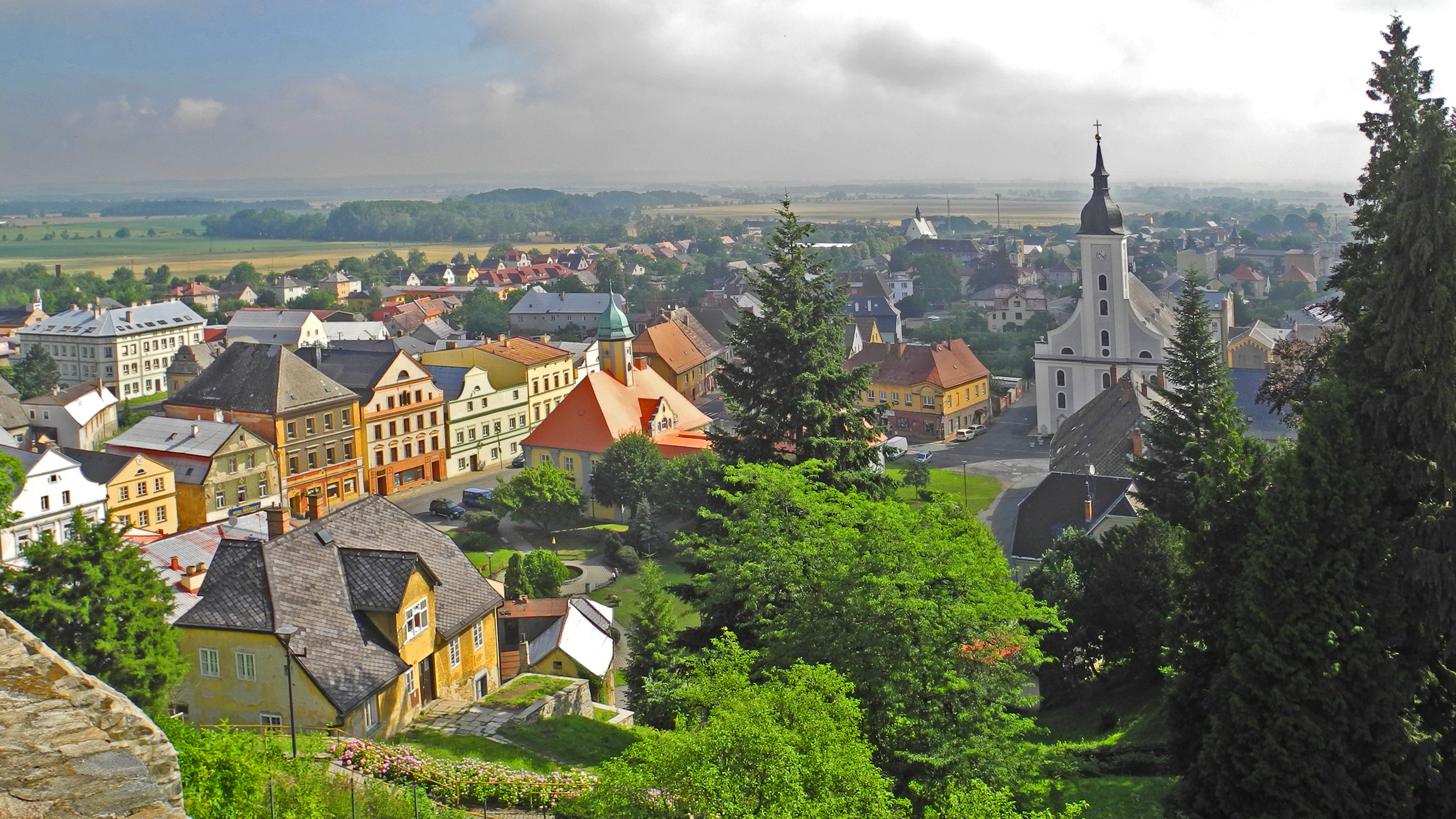
Javorník  : vue générale.

La commune est limitée par la Pologne au sud-ouest, à l'ouest et au nord, par Bílá Voda au nord-ouest, par Bernartice à l'est et Uhelná sud-est.

## Histoire
La région dépendait de la Silésie autrichienne.

## Galerie

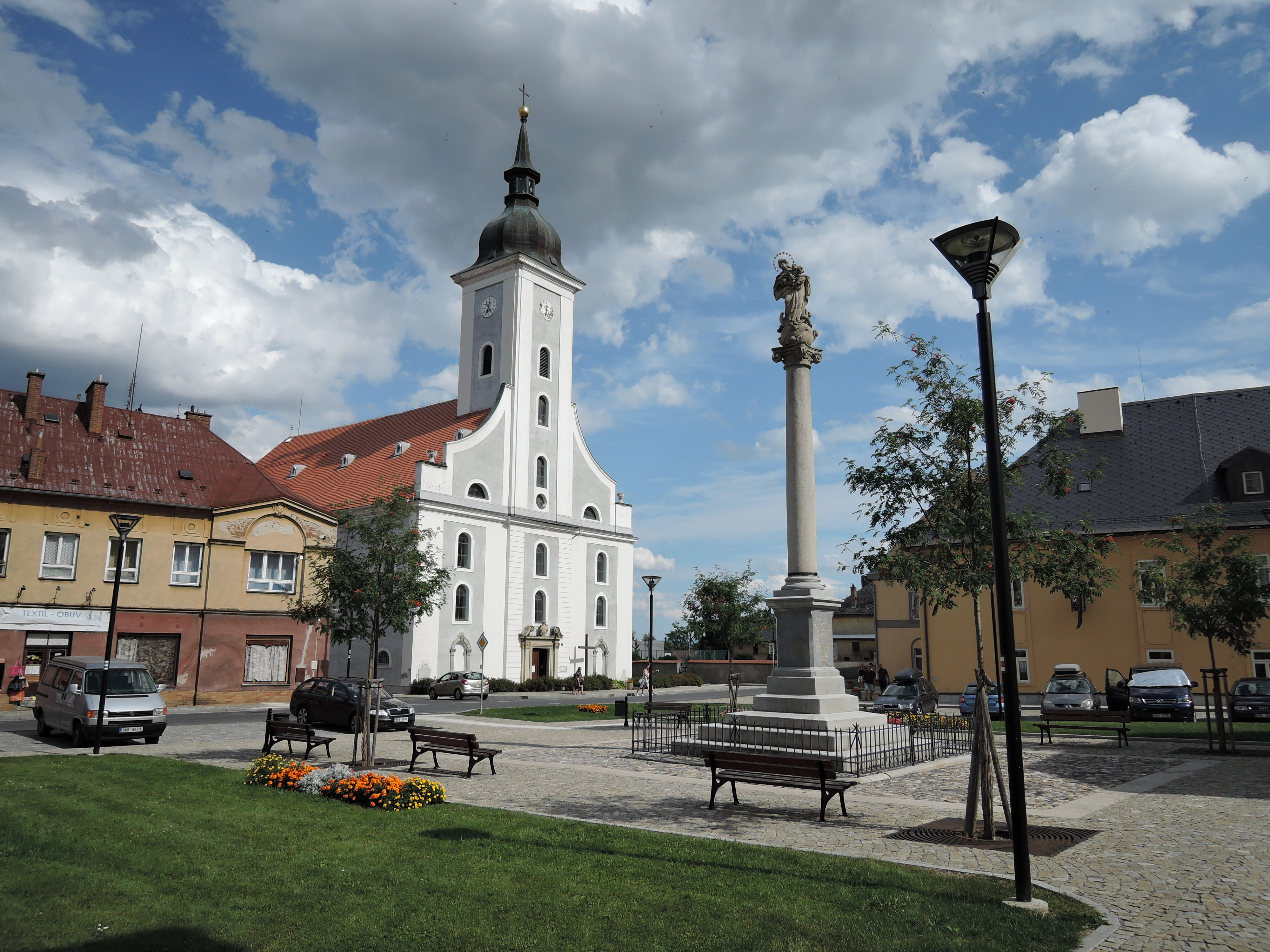
Église de la Sainte-Trinité.
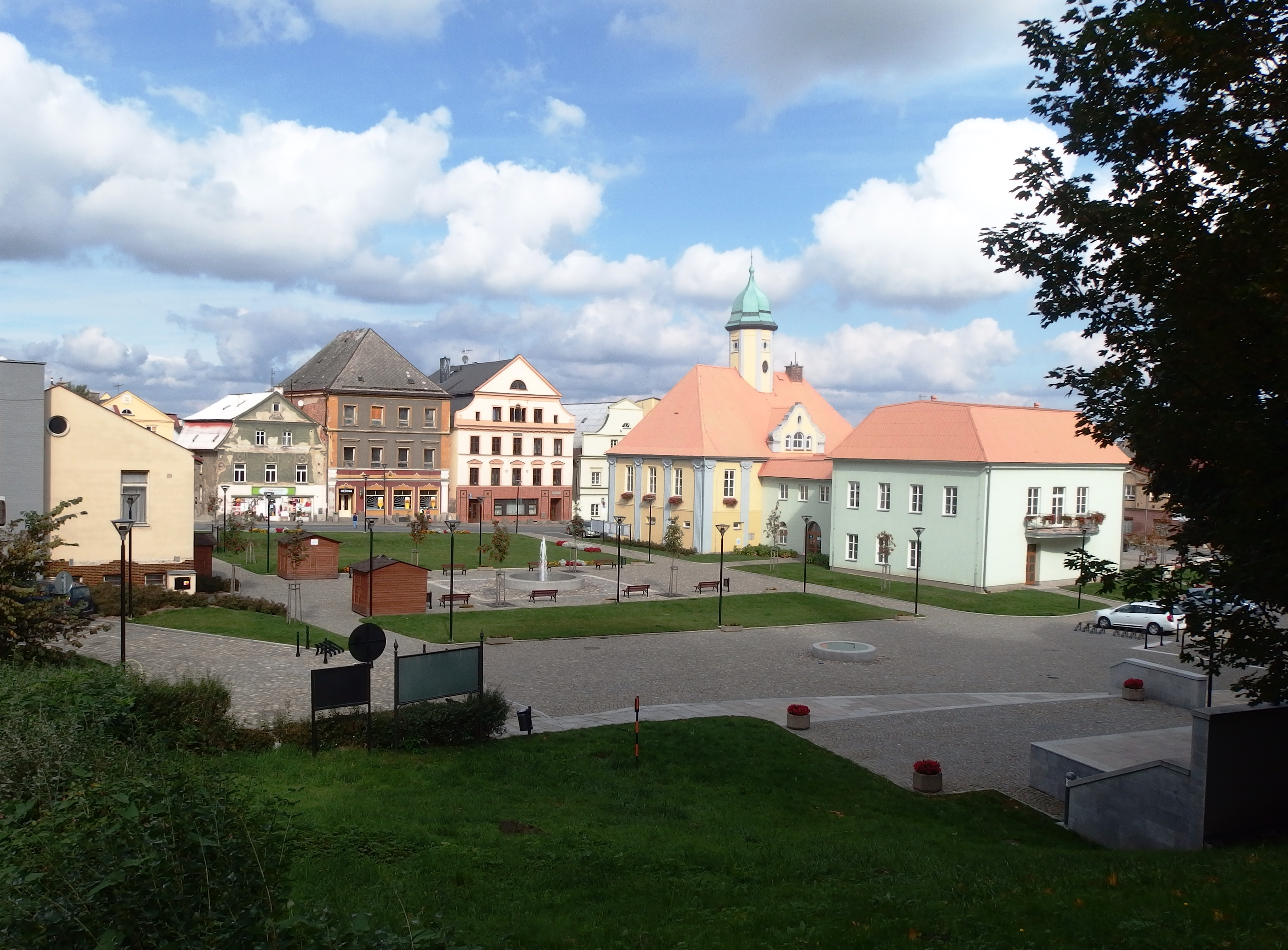
Place Svobody.

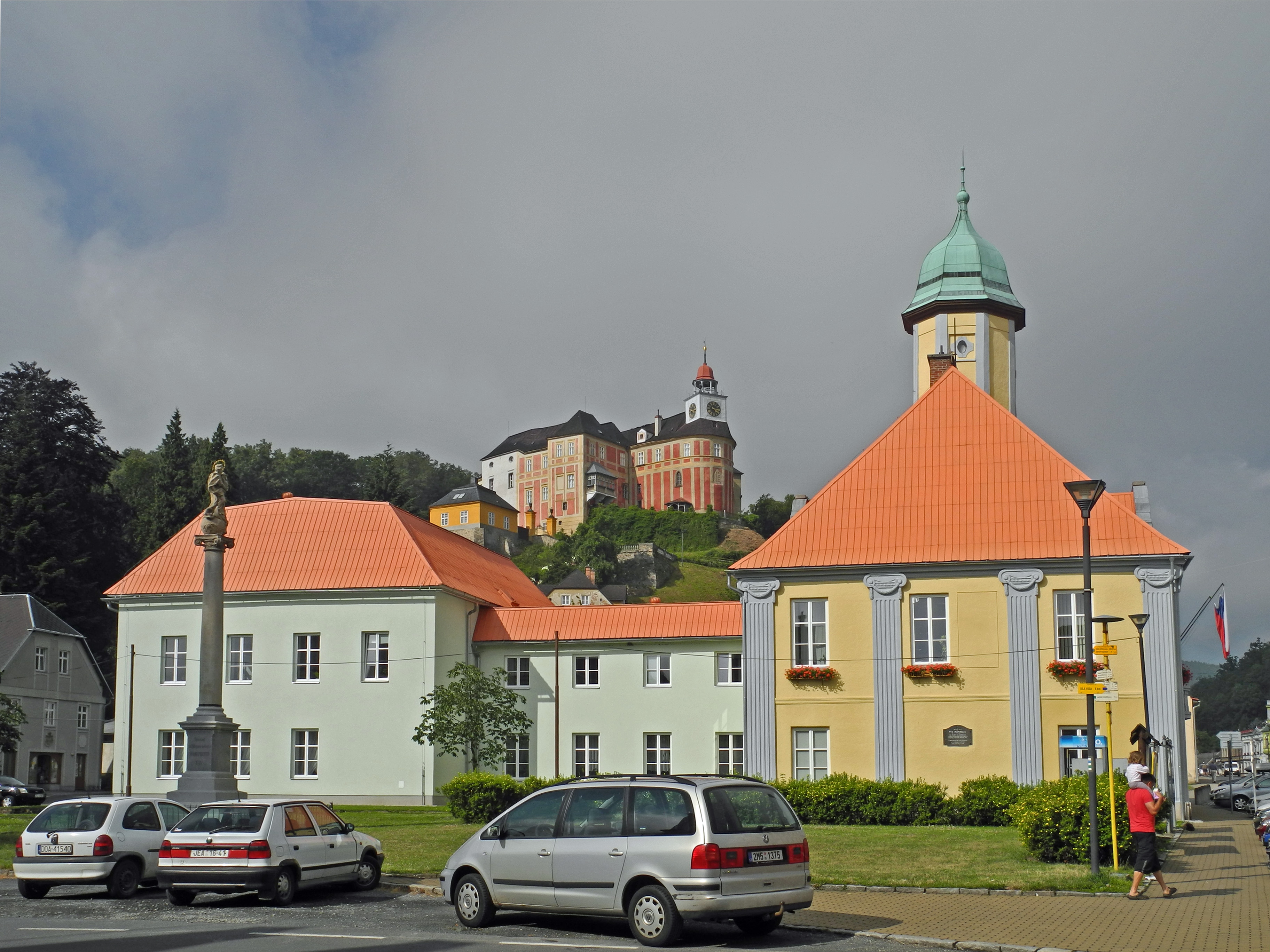
Hôtel de ville.
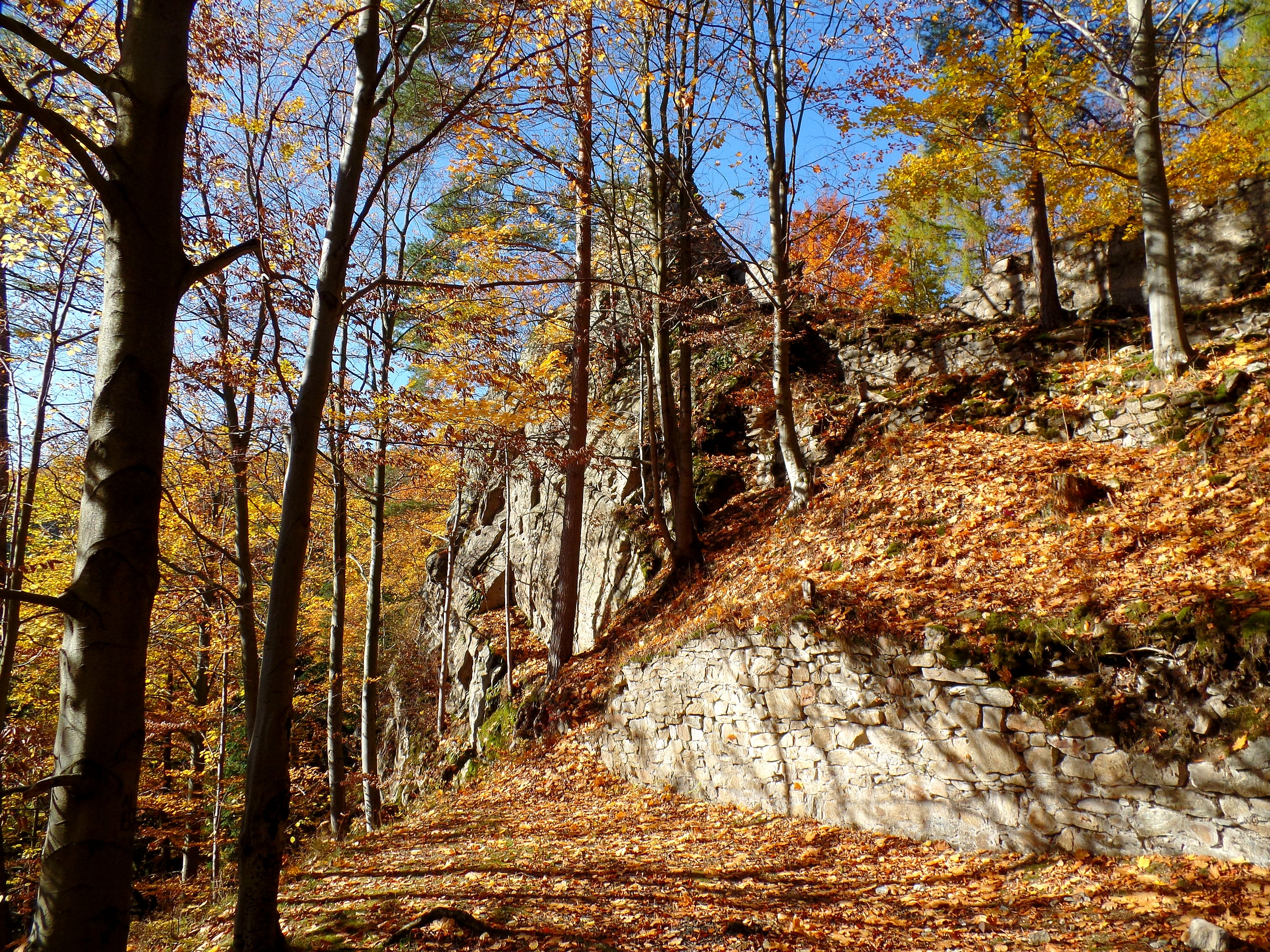
Ruines de château de Rychleby.

## Transports
Par la route, Javorník se trouve à 29 km de Jeseník, à 67 km de Šumperk, à 115 km d'Olomouc et à 221 km de Prague.

## Personnalité
- Johann Schwarzer (1880-1914), réalisateur de films muets érotiques